# Coracornis
Coracornis is een geslacht van zangvogels uit de familie dikkoppen en fluiters (Pachycephalidae).

## Soorten
Het geslacht kent de volgende soorten:
- Coracornis raveni  – Roodrugfluiter
- Coracornis sanghirensis  – Sangirfluiter